# Vodní útvar
Vodní útvar je významné soustředění vod v určité oblasti, charakteristické společnými znaky, jako je forma výskytu, vlastnosti vod či znaky hydrologického režimu. Definuje jej § 2 odst. 3 zákona č. 254/2001 Sb. o vodách a o změně některých zákonů (vodní zákon). Dělí se na povrchové a podzemní, přičemž vodní útvary povrchových vod se dále dělí na vody tekoucí (tj. řeky) a vody stojaté (např. jezera). Jednotlivé vodní útvary na sebe navazují a tvoří tak vodní toky. Identifikuje se u nich dílčí povodí, oblast povodí, mezinárodní oblast povodí, název, číselný identifikátor, kategorie, typ aj.
V České republice bylo k roku 2006 vymezeno 1141 vodních útvarů povrchových vod.